# Андреас Зелинка
Андреас Зелинка (чеш. Ondřej Zelinka; Вишков, Моравска, 23. фебруар 1802 — Беч, 21. јануар 1868) био је градоначелник Беча од 1861. до 1868. године.

## Одрастање и образовање
Зелинка је похађао гимназију у Брну. Од 1821. до 1825. студирао је право на Универзитету у Бечу, које је и докторирао 1829. године. Почев од 1831. радио је као здравствени инспектор и адвокат.

## Политичка каријера
Године 1848. изабран је у Градско веће Беча. Постао је потпредседник Градског већа 1849. године. Одликован је Орденом Франца Јозефа 1850. године. Током својих година као градоначелник, служио је и у Државном парламенту Доње Аустрије, а од 1867. у Горњем дому Царског савета Аустрије.

## Градоначелник Беча
Као градоначелник, учествовао је у планирању водовода који би повезивао планинске изворе и Беч. Спровео је и пројекат за контролу поплава обала Дунава и изградњу Средишњег бечког гробља. Године 1865. отворене су прве деонице Рингштрасе у данашњем центру Беча. Цела његова годишња плата од 12.000 флорина била је донирана у добротворне сврхе. Бечлије су га звали Папа Зелинка. Године 1869, улица у Првом округу је у његову част названа Зелинкагассе. Постоји и споменик у његову част у Бечком градском парку.